# هاري بيرلي
هاري بيرلي (بالإنجليزية: Harry Burleigh)‏ هو ملحن ومغني أمريكي، ولد في 2 ديسمبر 1866 في إيري في الولايات المتحدة، وتوفي في 12 سبتمبر 1949 في ستامفورد في الولايات المتحدة بسبب مرض.

## وصلات خارجية
- هاري بيرلي على موقع IMDb (الإنجليزية)
- هاري بيرلي على موقع الموسوعة البريطانية (الإنجليزية)
- هاري بيرلي على موقع ميوزك برينز (الإنجليزية)
- هاري بيرلي على موقع أول ميوزيك (الإنجليزية)
- هاري بيرلي على موقع ديسكوغز (الإنجليزية)